# پوف کوئو
پوف کوئو (به انگلیسی: Puff Kuo)(زاده ۳۰ ژوئن ۱۹۸۸) خواننده، بازیگر تایوانی است.
او عضو گروه دریم گرلز است.